# Psilochorus simplicior
Psilochorus simplicior är en spindelart som beskrevs av Chamberlin och Ivie 1942. Psilochorus simplicior ingår i släktet Psilochorus och familjen dallerspindlar. Inga underarter finns listade i Catalogue of Life.